# Пуэблито
Пуэблито — тип сооружений на северо-западной оконечности американского штата Нью-Мексико, где в настоящее время находится резервация навахо. Это относительно небольшие сооружения крепостного типа, которые, как предполагается, построили представители навахо в конце XVII — начале XVIII века. Пуэблито могут включать от одного до шести помещений, иметь вид многоэтажных башен, скальных жилищ или сооружений с оградой типа форта.

## Влияние пуэбло
Пуэблито относятся к «фазе Гобернадор» (конец XVII — начало XVIII веков) истории племени навахо. Это был период крупномасштабного перемещения населения, которые начались с Восстания пуэбло 1680 года, которое привело к временному изгнанию испанцев из Нью-Мексико в результате победы альянса различных племён Рио-Гранде и западных пуэбло. Испанцы вернулись в 1692 году, и часть пуэбло бежали от них на месы и в каньоны в Динету (земли навахо).
Приток индейцев-пуэбло в Динету длительное время рассматривался археологами как смешение культурных традиций пуэбло и навахо в начале XVIII века. Сооружение пуэбло трактовалось как перенос на земли навахо архитектурных традиций крепостей пуэбло.
Существуют, однако, сомнения по поводу того, действительно ли количество мигрантов-пуэбло было велико. Испанские источники сообщают лишь о части племени тева и двух племенных группах хемес, укрывшихся в землях навахо. Предания племён хопи говорят о том, что большинство беглецов укрылось среди хопи, так что в Динете могло укрыться лишь несколько сот мигрантов.

## Оборонительное предназначение
Независимо от того, кто построил эти крепости — сами навахо, или бежавшие к ним пуэбло, или и те, и другие — большинство историков соглашается в том, что пуэблито служили прежде всего в качестве оборонительных сооружений. Динета (на языке навахо — территория племени навахо) представляла собой пограничную территорию, где навахо и пуэбло противостояли карательным экспедициям испанцев и набегам племён юте и команчей. При этом башни располагались обычно на высоких местах в пределах видимости друг друга, чтобы обеспечить возможность дальней связи.

## Архитектура
Пуэблито обычно представляют собой двухэтажные каменные сооружения на скальных выступах. Форма сооружения обычно подогнана под контуры поверхности, на которой она сооружена. Внутреннее помещение разделено на отсеки поперечными стенами, примыкающими к наружным стенам. В большинстве случаев и в самих пуэблито, и в комнатах внутри них углы закруглены. Стены выложены из необработанных валунов и булыжников, обмазанных скрепляющей глиняной смесью.
Изнутри комнаты нередко покрыты глиняной обмазкой. Конструкции потолков комнат состоят из сосновых или можжевёловых балок, поверх которых выложены сосновые и можжевёловые прутья. Иногда поверх слоя прутьев укладывается слой из кирпича-сырца, образуя пол. В некоторых местах обнаружены очаги с кожухом испанского типа. Многие пуэблито хорошо сохранились, высота стен достигает от 1,2 до 5 метров.
Помимо пуэблито, в Динете часто встречаются обмазанные глиной тростниковые жилища навахо — хоганы — в том числе и рядом с пуэблито. Каркас хогана обычно состоит из трёх шестов в форме треножника. На каркас накладываются расщеплённые можжевёловые шесты, образующие конусовидную конструкцию. Слой глины, которым обмазывались хоганы, был со временем смыт дождём и не сохранился, к настоящему времени от хоганов сохранились только каркасы.

## Важнейшие пуэблито
Данный список включает лишь наиболее примечательные с архитектурной или исторической точки зрения сооружения:
- Christmas Tree Ruin
- Пуэблито в Крау-Каньоне (там же имеется наскальная живопись навахо XVII—XVIII веков)
- Руины во Фрэнсис-Каньоне
- Hooded Fireplace Site
- Largo School Ruin
- Old Fort Ruin
- Shaft House Ruin
- Simon Canyon Ruin
- Split Rock Ruin
- Tapacito Ruin
- Three Corn Ruin